# Henrik Olsson
Per Henrik Oscars Olsson, född 15 september 1970, är en svensk programledare. Han har bland annat lett programmen Voxpop, Jupiter, Nöjesnytt, Sommarkåken och Melodifestivalen 2001 i SVT. Han har även varit resereporter i programmet Packat & klart i samma kanal och arbetat som reporter på Nöjesnytt på SVT och SVT24, där han övervakade nöjesvärlden, och senast Melodifestivalen 2007. Han har varit programledare i radioprogrammen Ketchup sommarlov, Nattliv, Sommartoppen och P3 Mix. Numera arbetar han främst med radio och medverkar i P4 Premiär, P4 Retro och i SR P4 Stockholm 103,3.
Sedan 2020 är Olsson kanalproducent på Sveriges Radio musikkanal P4 plus. 
Olsson är gift med Oskar Målevik. Han har en dotter tillsammans med Lotta Bromé.